# Vitrimurella gemina
Vitrimurella gemina is een mosdiertjessoort uit de familie van de Vitrimurellidae. De wetenschappelijke naam van de soort is, als Figularia gemina, voor het eerst geldig gepubliceerd in 2006 door Tilbrook.